# Wilhelm Baarck
Wilhelm Heinrich Ludwig Martin Baarck (* 31. Juli 1887 in Wölzow; † unbekannt) war ein deutscher Postbote und Politiker.

## Leben
Baarck gehörte von 1921 bis 1924 der Hamburgischen Bürgerschaft an, er war Mitglied der Fraktion der SPD. 

## Schriften
- Die Entwicklung des Vereins- und Organisationslebens der unteren Postbeamten des Oberpostdirektionsbezirks Hamburg bis zum Jahre 1909 Hrsg. vom Bezirksverein Hamburg d. Reichsverbandes Dt. Post- u. Telegraphenbeamten, 1929